# Decarthron howdeni
Decarthron howdeni är en skalbaggsart som beskrevs av Park 1956. Decarthron howdeni ingår i släktet Decarthron och familjen kortvingar. Inga underarter finns listade i Catalogue of Life.